# Gliese 75
Gliese 75 si trova a 32,5 anni luce di distanza dal Sistema solare ed è una stella della sequenza principale di classe spettrale K0-V. La sua magnitudine apparente +5,63, quindi è visibile a occhio nudo solamente sotto cieli bui non affetti da inquinamento luminoso. È poco meno massiccia e grande del Sole, ha quasi la stessa età e presenza di metalli rispetto alla nostra stella, per cui viene inserita sovente tra le stelle analoghe solari.